# Слободские
 Слободские  — деревня в Санчурском муниципальном округе Кировской области.

## География
Расположена на расстоянии примерно 21 км по прямой на запад-северо-запад от райцентра поселка Санчурск.

## История
Известна с 1891 года как починок Слободской (Ганичев), в котором было в 1905 году отмечено дворов 36 и жителей 265, в 1926 (деревня Слободская или Ганичев) 72 и 362, в 1950 78 и 274, в 1989 69 жителей. Настоящее название утвердилось с 1950 года. С 2006 по 2019 год входила в состав Люмпанурского сельского поселения.

## Население
Постоянное население составляло 36 человек (русские 100%) в 2002 году, 11 в 2010.